# Protótrono
Protótrono (em grego: Πρωτόθρονος; romaniz.: Pro̱tóthronos) foi um termo grego empregado para designar o chefe ou bispo proeminente que ocupa a primeira sé. Também foi usado como um título para o bispo metropolitano de posição mais sênior em um patriarcado. No patriarcado de Antioquia, o título de protótrono foi mantido pelo metropolita de Tiro, enquanto no de Constantinopla, pelo de Cesareia.
O termo protótrono estava relacionado com a "taxis prokathedrias" ("ordem de procedência"), sendo também denominado protótrono de sua metrópole ou província o mais alto bispo sufragâneo de uma província eclesiástica. Certamente, um novo arcebispo autocéfalo era frequentemente o protótrono de sua metrópole antes de sua elevação.